# Adhemar Ferreira da Silva
Adhemar Ferreira da Silva (ur. 29 września 1927 w São Paulo, zm. 12 stycznia 2001 tamże) – brazylijski lekkoatleta, trójskoczek, mistrz olimpijski i rekordzista świata.
Adhemar Ferreira da Silva pochodził z biednej rodziny z São Paulo. Zaczął trenować trójskok w 1947 pod kierunkiem niemieckiego trenera Dietricha Gernera. Szybko okazało się, że jest bardzo uzdolniony i został zakwalifikowany do reprezentacji olimpijskiej na igrzyska olimpijskie w 1948 w Londynie, gdzie zajął 8. miejsce. 3 grudnia 1950 w São Paulo wyrównał rekord świata wynikiem 16,00 m, a 30 września 1951 w Rio de Janeiro poprawił go skacząc 16,01 m. Na igrzyskach panamerykańskich w 1951 w Buenos Aires wygrał konkurs trójskoku, a w skoku w dal zajął 4. miejsce.
Na igrzyskach olimpijskich w 1952 w Helsinkach da Silva zdobył złoty medal poprawiając jednocześnie swój rekord świata, najpierw na 16,12 m w drugiej kolejce, a potem na 16,22 m w piątej. W 1953 utracił rekord świata na rzecz Leonida Szczerbakowa z ZSRR, który skoczył 16,23 m. Da Silva poprawił rekord 16 marca 1955 podczas igrzysk panamerykańskich w Meksyku wynikiem 16,56 m.
Na igrzyskach olimpijskich w 1956 w Melbourne ponownie zdobył złoty medal z rekordem olimpijskim 16,35 m. Jest pierwszym Brazylijczykiem, który zdobył dwa złote medale olimpijskie.
Po raz trzeci zwyciężył w igrzyskach panamerykańskich w 1959 w Chicago. Na swych czwartych igrzyskach olimpijskich w 1960 w Rzymie zajął 14. miejsce.
W 1959 da Silva wystąpił w filmie francuskiego reżysera Marcela Camusa Czarny Orfeusz, który otrzymał Oscara dla najlepszego filmu zagranicznego.
Zmarł z powodu zatrzymania akcji serca 12 stycznia 2001 w São Paulo. Pochowany został dzień później w tymże mieście.